# Геликаон
Геликао́н (др.-греч. Ἑλικάων) — греческой мифологии герой Троянской войны, сын Антенора, одного из Троянских старейшин.

## Мифология
Геликаон родился в семье Антенора, троянского старейшины, и его жены Феано. У него было одиннадцать братьев: Архелох, Акамант, Главк, Лаодок, Полиб, Агенор, Ифидамант, Коонт, Лаодамант, Демолеон, Евримах — и сестра Крино. Их отец являлся советником царя Трои Приама. Геликаон был женат на троянской царевне Лаодике, дочери Приама. Согласно мифу, она оказалась неверной женой, влюбилась в афинского царевича Акаманта и родила от него сына по имени Муних.
Во время Троянской войны Геликаон поддерживал царя Приама. Когда греческое войско ворвалось в город и завязалась битва, Геликаон получил ранение, но был узнан Одиссеем и выведен из боя. Ахейцы, захватившие Трою, пощадили его в благодарность за услуги, которые оказал им его отец Антенор: когда Одиссей и Менелай проникли в Трою, требуя выдачи Елены, тот предоставил им свой дом в качестве убежища и убедил троянцев не убивать их; кроме того, он настоятельно советовал троянцам, хоть и тщетно, вернуть Елену грекам. Некоторые источники говорят о том, что Антенор вовсе предал Трою: ночью помог ахейцам выбраться из Троянского коня, а также подал с башни при помощи факела сигнал греческим войскам для начала штурма.
Так или иначе, но Антенор со своей семьёй во время захвата Трои находился под защитой Одиссея и Менелая, над входом в его дом была вывешена шкура леопарда — условный знак, чтобы ворвавшиеся в город греки его пощадили. Впоследствии он вместе с Геликаоном и другими своими ближайшими родственниками был вывезен во Фракию.